# لیتن، بریتیش کلمبیا
لیتن، بریتیش کلمبیا (به انگلیسی: Lytton, British Columbia) یک منطقهٔ مسکونی در کانادا است که در منطقه تامپسون نیکولا واقع شده‌است. لیتن ۶٫۵۴ کیلومتر مربع مساحت و ۲۲۸ نفر جمعیت دارد و ۱۹۵ متر بالاتر از سطح دریا واقع شده‌است.